# Klášter anglických benediktinek
Klášter anglických benediktinek (francouzsky Couvent des Bénédictines anglaises, též Couvent des Filles-Anglaises, tj. Klášter anglických sester nebo zkráceně Couvent des Anglaises, Klášter Angličanek) byl ženský benediktinský klášter v Paříži. Nacházel se v ulici Rue du Champ-de-l'Alouette ve 13. obvodu.

## Historie
Klášter byl založen v roce 1664 na pařížském předměstí Saint-Marcel pro benediktinky, které přišly do Paříže z protestantské Anglie. První abatyší se stala Brigitte More, vnučka anglického kancléře Thomase Mora.
Během Velké francouzské revoluce v období Teroru byl klášter změněn na vězení a jeptišky byly v říjnu 1793 uvězněny ve vlastním klášteře. Dekretem bylo dále nařízeno zatknout všechny Angličany přítomné na území Francie. V klášteře bylo vězněno množství osob jako Jacques Duval Espremenil, rada Pařížského parlamentu (gilotinován), herečka Marie Babin de Grandmaison (gilotinována), Marie-Louise O'Murphy, milenka Ludvíka XV., Marie-Genevière de Vassan, matka Honoré de Mirabeau, a mnoho kněží různých řádů a kongregací.
Dne 16. července 1794 byly sestry převezeny do vězení na zámek Vincennes. Dne 7. listopadu byly přemístěny do jiného kláštera a po Thermidorském převratu byly dne 15. března 1795 propuštěny. Pařížský generální vikář usoudil, že je rozumné, aby odjely. Dne 3. července přistály v Doveru a už nikdy neopustily Anglii.
Budovy kláštera byly jako národní majetek v roce 1799 prodány, částečně zbořeny a na počátku 20. století částečně přestavěny na obytné budovy.